# Acacia patellaris
Acacia patellaris är en ärtväxtart som beskrevs av Karel Domin. Acacia patellaris ingår i släktet akacior, och familjen ärtväxter. Inga underarter finns listade i Catalogue of Life.